# Herb Poddębic
Herb Poddębic – jeden z symboli miasta Poddębice i gminy Poddębice w postaci herbu.

## Wygląd i symbolika
Herb przedstawia w polu srebrnym mur miejski czerwony zza którego dwa dęby zielone w pas.
Jest to herb mówiący – godło herbowe oddaje swym znaczeniem nazwę miejscowości.

## Historia
Herb pochodzi z XIX wieku. Geneza dawnej nazwy Poddębic – Poddambe, Poddambia miała powstać od strażnicy obrosłej olbrzymimi dębami, które w dobie pogaństwa były świętymi drzewami. Na jednym z dębów znajdowała się rzekomo ambona, która służyła do obserwacji doliny rzeki Ner. Owe dęby rosły zapewne między kościołem św. Katarzyny Męczennicy Aleksandryjskiej a rzeką.